# Sonnet 116
Sonnet 16 è il sedicesimo dei Sonnets di William Shakespeare.
Propone una riflessione profonda sul tema dell'amore immutabile. Il sonetto è composto da 14 versi in metro giambico pentametro, la struttura tipica della poesia shakespeariana, e si distingue per la sua riflessione ideale sull'amore vero e durevole. La celebre apertura, "Let me not to the marriage of true minds admit impediments", stabilisce immediatamente il tono del sonetto, dichiarando che l’amore vero non deve subire ostacoli. Questo tema, che esplora la natura eterna dell’amore, ha fatto del sonetto una delle opere più discusse e apprezzate di Shakespeare.

## Contenuto
Nel Sonetto 116, Shakespeare afferma che l'amore autentico non può essere ostacolato da nulla, nemmeno dal tempo o dalle circostanze sfavorevoli. La frase iniziale, "Let me not to the marriage of true minds admit impediments", suggerisce che l'unione di due persone che si amano veramente è invulnerabile a qualsiasi difficoltà. Il sonetto prosegue esplorando l'idea che l’amore vero non è alterato da fattori esterni come il passare degli anni, la morte o le difficoltà quotidiane. Ad esempio, l'amore non è "alterato dal tempo", come descritto nella linea “Love is not love / Which alters when it alteration finds” (v. 2-3). Questa espressione esclude la possibilità che l’amore vero venga scosso o modificato dalle sfide esterne, come l'invecchiamento o le difficoltà.
Shakespeare utilizza l’immagine della "stella polare" per simboleggiare un amore che non si lascia mai sopraffare dalle difficoltà. Con il verso “It is the star to every wandering bark” (v. 7), l'autore suggerisce che l'amore è come una guida stabile per coloro che sono in cerca di direzione, proprio come i marinai si affidano alla stella polare per orientarsi. Questo simbolo enfatizza la costanza dell'amore, che rimane immutato e sicuro anche nelle situazioni più turbolente. In altre parole, l’amore vero non cambia o vacilla mai, anche di fronte a difficoltà insormontabili.
Shakespeare prosegue con l'affermazione che l'amore non si lascia corrompere dal passare del tempo: “Love’s not Time’s fool” (v. 9). Il "tempo" è descritto come una forza che può causare il decadimento fisico e la morte, ma non ha il potere di influire sull’amore vero. L’autore sostiene che l'amore resiste al cambiamento, una visione che si distingue dalla concezione di un amore che svanisce con l'invecchiamento o con il passare degli anni. Per Shakespeare, l'amore vero è una forza che rimane intatta nel tempo, sempre presente e costante.

## Temi principali
- Amore eterno e immutabile: Il tema centrale del sonetto è la rappresentazione di un amore che non è soggetto ai cambiamenti o agli ostacoli. Shakespeare sottolinea che l'amore vero non si trasforma con il tempo o con le difficoltà fisiche, ma è una costante che rimane invariata. Il verso “Love is not love / Which alters when it alteration finds” esprime chiaramente l’idea che l'amore autentico non cambia, ma resta fedele, indipendentemente dalle circostanze.[5]
- Il tempo e l'amore: Un altro tema cruciale è l’influenza del tempo sull'amore. Il poeta esplora l'idea che, sebbene il corpo e l'aspetto umano siano destinati a cambiare e invecchiare, l'amore vero non viene intaccato dal passare degli anni. Il "tempo" è descritto come una forza che non ha potere sull'amore puro, come affermato nel verso “Love’s not Time’s fool” (v. 9), che dimostra come l'amore resista anche alle forze che corrodono il corpo umano.[6]
- L'amore come guida: L'immagine della stella polare, che è descritta come guida per i marinai, simboleggia la stabilità e la certezza che l'amore vero fornisce. Shakespeare suggerisce che l'amore ha una funzione orientatrice nella vita, dando direzione e sicurezza. Come una stella guida, l'amore vero non si sposta mai e resta un faro di certezza in tempi incerti.[4]

## Stile e linguaggio
Il Sonetto 116 è scritto in un linguaggio preciso e diretto, ma allo stesso tempo ricco di metafore e immagini che rafforzano il messaggio dell’amore eterno. Il tono della poesia è solenne, ma anche incalzante, poiché Shakespeare vuole che il lettore rifletta sul significato dell’amore vero. L'uso del giambico pentametro conferisce musicalità ai versi e rende il ritmo della poesia quasi ipnotico, accentuando la sensazione di un amore che è destinato a durare per sempre.

## Interpretazioni
Le interpretazioni del Sonetto 116 si concentrano sull’idea di un amore idealizzato che trascende le difficoltà della vita quotidiana. L'amore non è semplicemente un legame fisico o temporale, ma una connessione mentale e spirituale che rimane costante. Shakespeare sembra suggerire che l’amore che sopravvive alle difficoltà del tempo e delle circostanze è l'amore vero e puro, che resiste a tutte le sfide. La sua visione dell'amore, in questo caso, si allontana dalle convenzioni sociali dell'amore romantico e fisico, per abbracciare una concezione di amore più profonda e duratura.

## Nuove scoperte
Nel 2025 è stata scoperta presso l'Università di Oxford una rara copia manoscritta del Sonetto 116 di William Shakespeare. La scoperta è stata fatta dalla dott.ssa Leah Veronese, che ha individuato la versione del sonetto all'interno di una raccolta di poesie del XVII secolo .
Il manoscritto è stato trovato tra i documenti di Elias Ashmole, il fondatore del Museo Ashmolean di Oxford, ed è conservato presso la Biblioteca Bodleiana. La dott.ssa Veronese, ricercatrice dell'Università di Oxford, ha esaminato il testo e notato che si trattava di una versione "strana" del Sonetto 116, che presentava modifiche significative rispetto alla versione conosciuta e ampiamente celebrata .
Il Sonetto 116 di Shakespeare, noto anche per il verso "Let me not to the marriage of true minds", è una delle opere più apprezzate della letteratura inglese. Nella versione scoperta da Veronese, alcune parti del sonetto sono state alterate e sono state aggiunte nuove righe. Questi cambiamenti hanno portato la dott.ssa Veronese a ipotizzare che la ragione per cui questa copia sia passata inosservata come una versione di Sonetto 116 nel corso degli anni fosse proprio l'assenza di un esplicito riferimento a Shakespeare e la modifica del primo verso .
Il manoscritto faceva parte di una miscellanea, un tipo di raccolta che include opere di autori diversi trattando temi vari, e si trovava accanto a testi "politicamente carichi" risalenti agli anni '40 del Seicento, durante la guerra civile inglese, un conflitto tra i realisti e i parlamentari. Elias Ashmole, che era un fermo sostenitore della monarchia, potrebbe aver aggiunto le righe extra come un appello alla lealtà religiosa e politica, trasformando il sonetto da una meditazione sull'amore romantico in una potente dichiarazione politica .
Prof.ssa Emma Smith, esperta di Shakespeare presso l'Università di Oxford, ha definito la scoperta "eccitante", sottolineando che essa contribuirà a una maggiore comprensione della popolarità di Shakespeare nei decenni successivi alla sua morte. La dott.ssa Veronese, esplorando il contesto storico e politico dell'epoca, ha evidenziato come il sonetto, in questa versione, potrebbe essere stato letto in un'ottica politica, molto distante dall'uso che ne viene fatto nelle cerimonie matrimoniali moderne .